# Az éjszakám a nappalod
Az Éjszakám a nappalod 2014-ben készült, 2015-ben bemutatott színes, magyar feketekomédia, Dési András György és Móray Gábor rendezésében.

## Történet
Novák, a repülőgépszerelő nem tud aludni, amióta odaköltözött a barátnőjéhez. Éjszakánként az utcán csavarog, ismerkedik, buliba jár. Egy nap megismerkedik egy fura éjszakai társasággal, és főnökükkel, a leállíthatatlan Volffal, aki elképesztő szélhámosságokkal próbál meggazdagodni. Legújabb tervéhez Novákot is fel akarja használni. A terv része egy bankigazgató, egy gyógyszersegély-szállítmány, egy orosz teherautó meg egy hulla. Hogy pontosan kié, az még nincs eldöntve. Novák azonban nem akar bűnözővé válni.

## Szereplők
- Czukor Balázs – Novák
- Anger Zsolt – Volf
- Scherer Péter – Pocak
- Kovács Krisztián – Gida
- Pálos Hanna – Flóra
- Szamosi Zsófia – Barbara
- Vajda Milán – Turi
- Kaszás Gergő – Ócskás Sanyi
- Szatory Dávid – Schwartz
- Borbély Alexandra – Schwartzné
- Menszátor Héresz Attila – Mentős
- Záhonyi Enikő – Diva
- Ogi Péter – Zenész
- Tzafetás Roland – Drogos srác
- Szabó Vera – Drogos csaj
- † Pap Vera – Doktornő
- Csákvári Géza – Férfi a Fogasházban
- † Kovácsy Tibor – Kocsmáros
- Fazekas Júlia – Kitti
- Horváth Illés – Schwartz haverja
- Balogh József – Zöldséges
- Felhőfi-Kiss László – Tulajszerű
- Nagy Alfréd – Netkávézós srác
- Kántor László – Éjjeliőr
- Szülek István – Tetovált srác
- Bárd Noémi Polli – Anyakönyvvezető
- Tóth József – Öltönyös srác
- Dési Áron – Kamasz
- Rácz Zsuzsanna – Szőke csaj
- Németh Ágnes – Sapkás csaj
- Farkas Viktória – Nő 1.
- Molnár Kovács Éva – Nő 2.
- Aldobolyi Nagy Magdolna, Csányi Sáron Ágnes, Klepoch Ernő, Szőcs János – Vonósnégyes